# Grzbiet Zachodni

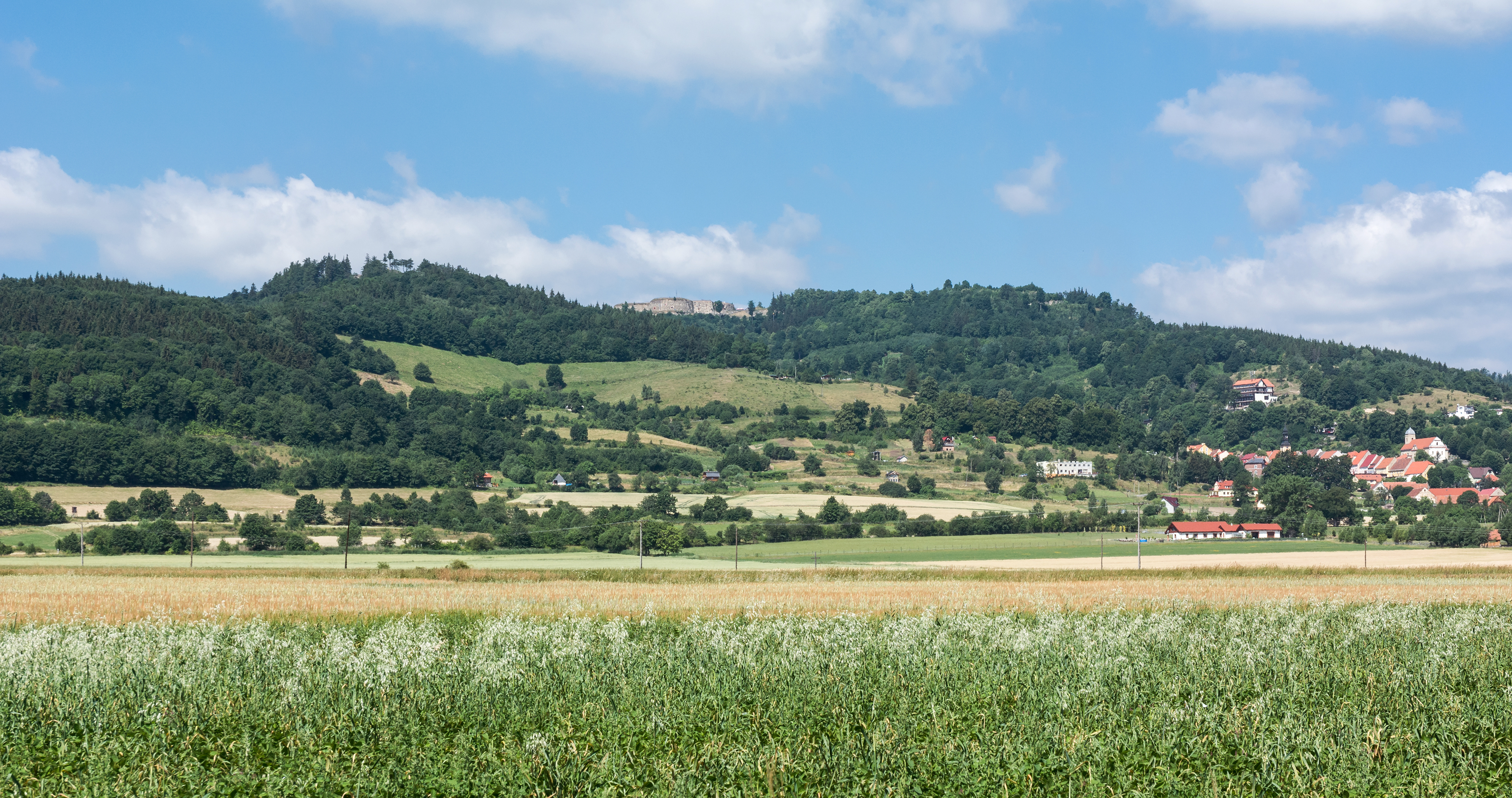
Łysa Góra i Ostróg

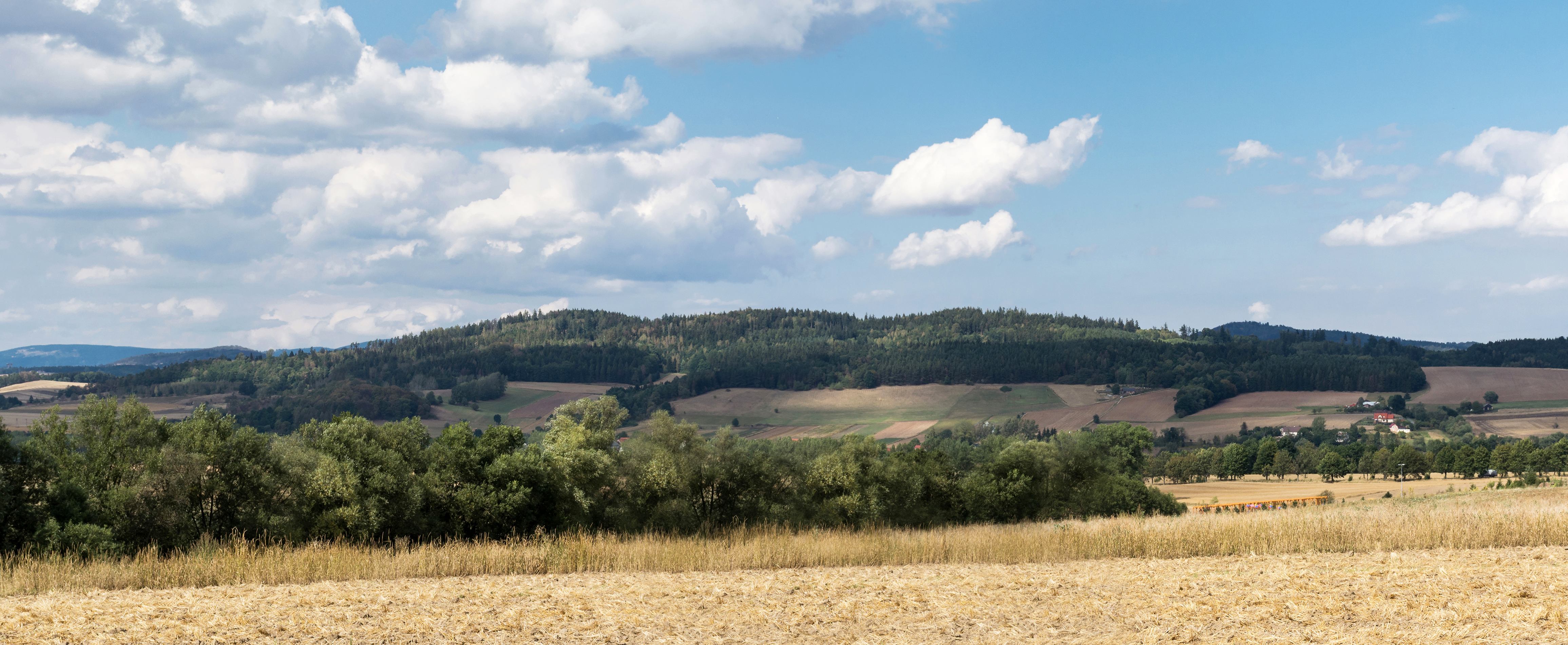
Pasmo Garb Golińca

Grzbiet Zachodni – pasmo górskie w Sudetach Środkowych w Górach Bardzkich.

## Położenie
Grzbiet Zachodni położony jest w granicach obszaru chronionego krajobrazu w północno-zachodniej części pasma Gór Bardzkich między Przełęczą Srebrną na północnym zachodzie a Przełomem Nysy Kłodzkiej na południowym wschodzie. W dawniejszych latach Grzbiet Zachodni Gór Bardzkich uważany był za część składową Gór Sowich.

## Opis
Grzbiet Zachodni ma kształt szerokiego, niezbyt wysokiego masywu górskiego nieprzekraczającego 700 m n.p.m., który rozwidla się na trzy człony: człon północno-zachodni, człon środkowy i człon północno-wschodni, które ponownie schodzą się w okolicy Przełęczy Srebrnej. Najdłuższy północno-zachodni człon zewnętrzny otacza małą Kotlinę Żdanowa, a w kierunku południowym przechodzi w Garb Golińca. Między członem środkowym a Garbem Golińca położone jest Obniżenie Łącznej. Część północno-wschodnia jest najniższą i najszerszą częścią grzbietu. Najwyższym wzniesieniem jest Kortunał (676 m n.p.m.).

## Budowa
Grzbiet zbudowany jest z dolnokarbońskich szarogłazów i łupków żdanowskich, tworzących strukturę bardzką. W kierunku północnym, w stronę Przełęczy Srebrnej i Srebrnej Doliny, struktura bardzka przechodzi w górnokarbońskie brekcje i zlepieńce. Jest to spowodowane złożoną tektoniką, w której krzyżują się jednostki tektoniczne, przemieszczone w czasie orogenezy waryscyjskiej.

## Rzeźba
Rzeźba grzbietu mimo niewielkich wysokości jest urozmaicona: zbocza pocięte są licznymi, głębokimi dolinkami, a poszczególne szczyty oddzielone od siebie, wyraźnie zaznaczają się w linii grzbietowej. Wzniesienia pokryte gęstymi lasami mieszanymi, miejscami o charakterze rzadko już spotykanej puszczy sudeckiej.

## Turystyka
Przez grzbiet zachodni prowadzi szlak turystyczny:
- – niebieski z Wielkiej Sowy do Barda, stanowiący fragment Europejskiego Szlaku Długodystansowego.